# Onthophagus shapovalovi
Onthophagus shapovalovi é uma espécie de inseto do género Onthophagus, família Scarabaeidae, ordem Coleoptera.
Foi descrita cientificamente por Gusakov em 2012.